# Premier ministre de Terre-Neuve-et-Labrador
Le premier ministre de Terre-Neuve-et-Labrador ou la première ministre de Terre-Neuve-et-Labrador (en anglais : Premier of Newfoundland and Labrador) est le premier ministre et le chef de gouvernement ainsi que le chef de l'exécutif de facto de la province canadienne de Terre-Neuve-et-Labrador. Avant 1949, cette position était équivalente au premier ministre du Dominion de Terre-Neuve, qui était un royaume du Commonwealth indépendant.
Le premier ministre est nommé par le lieutenant-gouverneur de Terre-Neuve-et-Labrador. Généralement, il s'agit du chef du parti qui détient la majorité à la Chambre d'assemblée de Terre-Neuve-et-Labrador. Depuis le 9 mai 2025, la fonction est occupée par John Hogan, chef du Parti libéral.